# 芦田村 (長野県)
芦田村（あしだむら）は、長野県北佐久郡にあった村。江戸時代には中山道の宿場町（芦田宿）があった。昭和の大合併で消滅。現在の立科町の中心部から南端にかけての南北に長い地域にあたる。

## 地理
- 山：芦田坂山、大沢山、竜ヶ峰、八子ヶ峰、蓼科山
- 湖沼：女神湖、白樺湖

## 歴史

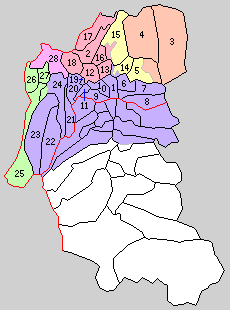
北佐久郡（町村制施行時）
1.岩村田町 2.小諸町 3.東長倉村 4.西長倉村 5.伍賀村 6.平根村 7.三井村 8.志賀村 9.高瀬村 10.中佐都村 11.中津村 12.三岡村 13.南大井村 14.御代田村 15.小沼村 16.北大井村 17.大里村 18.川辺村 19.五郎兵衛新田村 20.南御牧村 21.布施村 22.春日村 23.協和村 24.本牧村 25.芦田村 26.横鳥村 27.三都和村 28.北御牧村
現在の行政区画
紫：佐久市 赤：小諸市 桃：東御市 橙：軽井沢町 黄：御代田町 緑：立科町

- 1875年（明治8年） - 近世以来の佐久郡芦田村が姥ヶ懐新田・中尾新田を合併。
- 1879年（明治12年）1月4日 - 郡区町村編制法の施行により北佐久郡の所属となる。
- 1889年（明治22年）4月1日 - 町村制の施行により、芦田村が単独で自治体を形成。
- 1955年（昭和30年）4月1日 - 横鳥村・三都和村と合併して立科村が発足。同日芦田村廃止。

## 交通

### 道路
- 国道142号
- 長野県道40号